# شيخوخة داخلية وخارجية
الشيخوخة الداخلية والشيخوخة الخارجية هما مصطلحان يستخدمان لوصف الشيخوخة الجلدية للبشرة والأجزاء الأخرى للجهاز الجلدي اللحافي، الذي يبدو أنه عند ظهور أجسام مصاحبة على البشرة ، فإنه يقوم بتطوير الأدمة بشكل أساسي. وتتأثر الشيخوخة الداخلية بعوامل فسيولوجية داخلية فقط، أما الشيخوخة الخارجية فتتأثر بكثير من العوامل الخارجية. وتعرف الشيخوخة الداخلية أيضًا باسم الشيخوخة الزمنية، ويُشار إلى الشيخوخة الخارجية في الغالب باسم شيخوخة الجلد المبكرة نتيجة التعرض لأشعة الشمس.

## الأسباب والتأثيرات
تحدث آثار الشيخوخة الداخلية بسبب العوامل الداخلية فقط في الأساس. ويُشار إليها أحيانًا بالشيخوخة الزمنية، وهي عملية تنكسية ذاتية تحدث بسبب الوظائف والقدرات الفسيولوجية الآخذة في الضعف. وقد تتضمن عملية الشيخوخة هذه تغييرات نوعية وكمية، وتتضمن عملية تخليق كولاجين وإيلاستين يكسوها الضعف والعوار في الأدمة.
أما الشيخوخة الخارجية للجلد هي عملية انحدار مميزة، تسببها عوامل خارجية تشمل الإشعاعات فوق البنفسجية وتدخين السجائر وتلوث الهواء وأشياء أخرى. ومن بين جميع الأسباب الخارجية، يحوذ الإشعاع الصادر من الشمس على التوثيق الأكثر انتشارًا لآثاره السلبية على الجلد. ولهذا يُشار إلى الشيخوخة الخارجية في الغالب باسم شيخوخة الجلد المبكرة الناتجة عن التعرض لأشعة الشمس. ويمكن تعريف شيخوخة الجلد المبكرة بأنها تغييرات جلدية يسببها التعرض المزمن لضوء الأشعة فوق البنفسجية. أما تلف الجلد، فيعني تغييرات بخلاف تلك المترتبة على الشيخوخة وحدها، والذي يعرف بتلف جلدي يسببه التعرض المزمن للإشعاع الشمسي ويترتب عنه ظهور الآفات الورمية.